# Nunun
El nunun és un instrument de vent, tan curiós com fràgil, amb un tallet a l'extrem que, en dur-lo als llavis i bufar-lo, produeix un so dolç i monòton, d'on ve el nom onomatopeic d'aquest instrument de palla.
Era tradicional, al camp, que la mainada, en temps de sega, arrenqués tiges de blat, les tallés adientment i acuradament i en fes petits sonadors que hom anomenà nununs. Els infants traçuts sabien donar-los una gran varietat de sons, tocant alhora tres nununs d'allargada diferent, fets amb altres tantes palletes de mida desigual. La mainada empordanesa deia que amb aquest so cridava el blat de l'any vinent, i la gent, sense creure-ho, veia amb bons ulls aquest entreteniment musical dels infants, perquè pensava que el so que emet el nunun afavoria la sega, encara que, de fet, aquesta musiqueta simple i suau bé podia recordar alguna antiga pràctica de caràcter màgic.
En altres indrets el nunun rep el nom de caramelles.